# Creatonotos
Creatonotos är ett släkte av fjärilar. Creatonotos ingår i familjen björnspinnare.

## Bildgalleri

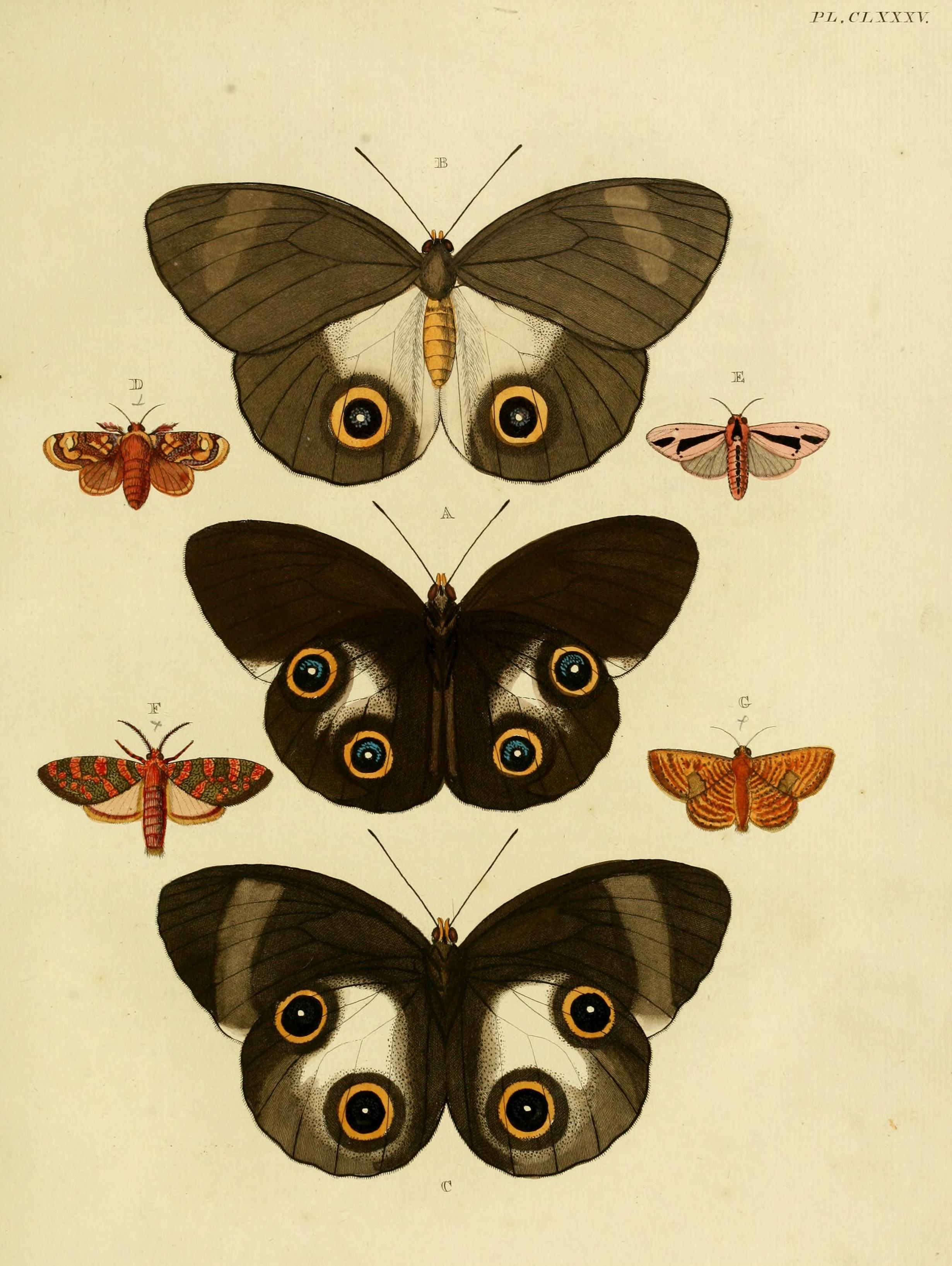

## Dottertaxa tillCreatonotos, i alfabetisk ordning[1]
- Creatonotos affinis
- Creatonotos albidior
- Creatonotos albina
- Creatonotos arabica
- Creatonotos aula
- Creatonotos aurantiaca
- Creatonotos borealis
- Creatonotos brunnipennis
- Creatonotos burgeoni
- Creatonotos camula
- Creatonotos cinerascens
- Creatonotos confluens
- Creatonotos continuatus
- Creatonotos costalis
- Creatonotos defasciata
- Creatonotos dulla
- Creatonotos fasciatus
- Creatonotos feminatus
- Creatonotos flavidus
- Creatonotos flavoabdominalis
- Creatonotos francisca
- Creatonotos fulvomarginalis
- Creatonotos gangis
- Creatonotos gracilis
- Creatonotos interrupta
- Creatonotos isabellina
- Creatonotos leucanioides
- Creatonotos marginalis
- Creatonotos neurophaea
- Creatonotos nigrescens
- Creatonotos notivitta
- Creatonotos orientalis
- Creatonotos pallida
- Creatonotos pallidior
- Creatonotos pedunculata
- Creatonotos perineti
- Creatonotos philippinensis
- Creatonotos punctivitta
- Creatonotos ramivitta
- Creatonotos sudanicus
- Creatonotos sundana
- Creatonotos transiens
- Creatonotos vacillans
- Creatonotos wilemani